# Hyalobathra opheltesalis
Hyalobathra opheltesalis is een vlinder van de familie van de grasmotten (Crambidae). De wetenschappelijke naam van deze soort is voor het eerst voorgesteld als Ebulea opheltesalis door Francis Walker in een publicatie uit 1859.

## Verspreiding
De soort komt voor in India (Andhra Pradesh, Chhattisgarh, Kerala, Uttarakhand).

## Waardplanten
De rups leeft op de zonnebloem (Helianthus annuus) (Asteraceae).